# 八之宮
宇治八之宮（日语：／〔〕），紫式部小說《源氏物语》角色之一。全書五十四帖中，自第四十五帖「橋姬」出場，至第四十六帖「椎本」去世。也被稱為宇治八宮、八之宮（八の宮）、桐壺帝八之宮（桐壺帝八の宮）。

## 人物
桐壺帝之八皇子，母親為大臣家出身的女御。為朱雀帝、光源氏、螢兵部卿宮的異母弟弟。宇治之大君、中君、浮舟的父親。

## 生涯
在與光源氏、冷泉院一派之皇太子鬥爭中失利。後徙居宇治，故又稱宇治親王。與夫人感情融洽，但在其晚年才得女，夫人亦在生產女二公子的過程中難產而死。妻死後潛心向佛，有出世之志，卻因掛念兩幼女而作罷。所生三個女兒，包含庶出的浮舟，和薰君、匂宮之間的多角戀情，成為源氏物語末十回的主線劇情，故此末十回又稱為「宇治十帖」。